# Perizoma albiflua
Perizoma albiflua là một loài bướm đêm trong họ Geometridae.